# Coppa Davis 2020-2021

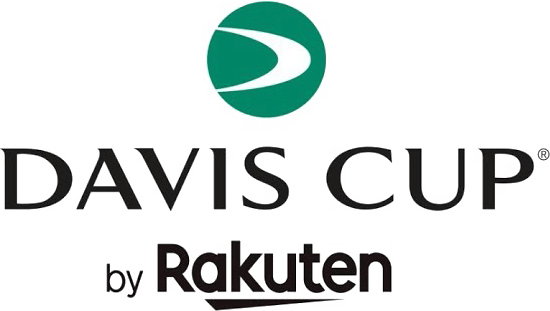

La Coppa Davis 2020-2021 è stata la 109ª edizione del torneo mondiale tra squadre nazionali di tennis maschile. La Spagna era la detentrice del titolo, ma è stata eliminata nella fase a gironi delle finali. La Russia ha battuto in finale la Croazia con il punteggio di 2-0.

## Finali
Alle finali hanno partecipato diciotto nazioni: le quattro semifinaliste della precedente edizione, due wild-card e le dodici vincitrici del turno di qualificazione.
Inizialmente in programma dal 23 al 29 novembre 2020, le finali sono state rimandate all'autunno del 2021, dal 25 novembre al 5 dicembre, a causa della pandemia di COVID-19. I match della fase a gironi e dei quarti di finale sono stati disputati a Torino, in Italia, presso il Palasport Olimpico, a Innsbruck, in Austria e a Madrid, in Spagna, sui campi in cemento indoor della Madrid Arena, che ha ospitato anche le semifinali e la finale del torneo.

### Squadre partecipanti
| Partecipanti                                                   | Partecipanti | Partecipanti    | Partecipanti | Partecipanti  | Partecipanti |
| Australia                                                      | Austria (H)  | Canada          | Colombia     | Croazia       | Ecuador      |
| Francia (WC)                                                   | Germania     | Italia (H)      | Kazakistan   | Gran Bretagna | Rep. Ceca    |
| Russia                                                         | Serbia (WC)  | Spagna (H / TH) | Svezia       | Stati Uniti   | Ungheria     |
| -------------------------------------------------------------- | ------------ | --------------- | ------------ | ------------- | ------------ |
| H = Paesi ospitanti, TH = Detentore del titolo, WC = Wild Card |              |                 |              |               |              |

### Fase a gironi
Gli incontri della fase a gironi si sono disputati dal 25 al 28 novembre. Oltre alle sei squadre vincenti dei gruppi, si sono qualificate ai quarti di finale Svezia e Serbia, che hanno avuto la stessa percentuale di match vinti della Spagna ma una migliore percentuale di set vinti. Anche Francia, Australia e Colombia sono arrivate seconde nel proprio girone ma hanno avuto una peggiore percentuale di match vinti.
Legenda
P = Punti, M = Match, S = Set, % S.V. = Percentuale di set vinti
| Gr. | Sede di gioco | Vincenti      | Vincenti | Vincenti | Vincenti | Seconde   | Seconde | Seconde | Seconde | Seconde | Terze       | Terze | Terze | Terze |
| Gr. | Sede di gioco | Nazione       | P        | M        | S        | Nazione   | P       | M       | S       | % S.V.  | Nazione     | P     | M     | S     |
| --- | ------------- | ------------- | -------- | -------- | -------- | --------- | ------- | ------- | ------- | ------- | ----------- | ----- | ----- | ----- |
| A   | Madrid        | Russia        | 2–0      | 5–1      | 11–5     | Spagna    | 1–1     | 4–2     | 9–7     | 56,25   | Ecuador     | 0–2   | 0–6   | 4–12  |
| B   | Madrid        | Kazakistan    | 2–0      | 5–1      | 10–5     | Svezia    | 1–1     | 4–2     | 9–4     | 69,23   | Canada      | 0–2   | 0–6   | 2–12  |
| C   | Innsbruck     | Gran Bretagna | 2–0      | 4–2      | 8–5      | Francia   | 1–1     | 3–3     | 6–8     | -       | Rep. Ceca   | 0–2   | 2–4   | 7–8   |
| D   | Torino        | Croazia       | 2–0      | 5–1      | 11–3     | Australia | 1–1     | 2–4     | 6–10    | -       | Ungheria    | 0–2   | 2–4   | 6–10  |
| E   | Torino        | Italia        | 2–0      | 4–2      | 9–5      | Colombia  | 1–1     | 3–3     | 8–8     | -       | Stati Uniti | 0–2   | 2–4   | 5–9   |
| F   | Innsbruck     | Germania      | 2–0      | 4–2      | 8–5      | Serbia    | 1–1     | 4–2     | 9–6     | 60,00   | Austria     | 0–2   | 1–5   | 4–10  |

### Fase a eliminazione diretta
|  | Quarti di finale | Quarti di finale | Quarti di finale |          |         | Semifinali | Semifinali | Semifinali |  |  | Finale | Finale | Finale |  |
|  |                  |                  |                  |          |         |            |            |            |  |  |        |        |        |  |
|  | 12               | Russia           | 2                |          |         |            |            |            |  |  |        |        |        |  |
|  | 12               | Russia           | 2                |          |         |            |            |            |  |  |        |        |        |  |
|  | 13               | Svezia           | 0                |          |         |            |            |            |  |  |        |        |        |  |
|  | 13               | Svezia           | 0                |          | Russia  | Russia     | 2          |            |  |  |        |        |        |  |
|  |                  |                  |                  |          | Russia  | Russia     | 2          |            |  |  |        |        |        |  |
|  |                  |                  | Germania         | Germania | 1       |            |            |            |  |  |        |        |        |  |
|  | 9                | Gran Bretagna    | Germania         | Germania | 1       | 1          |            |            |  |  |        |        |        |  |
|  | 9                | Gran Bretagna    |                  |          |         |            |            |            |  |  |        |        |        |  |
|  | 7                | Germania         | 2                |          |         |            |            |            |  |  |        |        |        |  |
|  | 7                | Germania         | 2                |          | Russia  | Russia     | 2          |            |  |  |        |        |        |  |
|  |                  |                  |                  |          |         |            |            |            |  |  |        |        |        |  |
|  |                  |                  | Croazia          | Croazia  | 0       |            |            |            |  |  |        |        |        |  |
|  | 8                | Italia           | Croazia          | Croazia  | 0       | 1          |            |            |  |  |        |        |        |  |
|  | 8                | Italia           |                  |          |         |            |            |            |  |  |        |        |        |  |
|  | 4                | Croazia          | 2                |          |         |            |            |            |  |  |        |        |        |  |
|  | 4                | Croazia          | 2                |          | Croazia | Croazia    | 2          |            |  |  |        |        |        |  |
|  |                  |                  |                  |          | Croazia | Croazia    | 2          |            |  |  |        |        |        |  |
|  |                  |                  | Serbia           | Serbia   | 1       |            |            |            |  |  |        |        |        |  |
|  | 6                | Serbia           | Serbia           | Serbia   | 1       | 2          |            |            |  |  |        |        |        |  |
|  | 6                | Serbia           |                  |          |         |            |            |            |  |  |        |        |        |  |
|  | 11               | Kazakistan       | 1                |          |         |            |            |            |  |  |        |        |        |  |

## Qualificazioni per le Finali
Le dodici nazioni vincitrici si sono qualificate per le finali. Le dodici nazioni perdenti, invece, giocano nel Gruppo I mondiale. Gli incontri si sono disputati tra il 6 e il 7 marzo 2020. Il sorteggio si è svolto il 24 novembre 2019 a Madrid, in Spagna.
| Squadra in casa | Punteggio | Squadra in trasferta | Sede        | Impianto                      | Superficie      | Note   |
| --------------- | --------- | -------------------- | ----------- | ----------------------------- | --------------- | ------ |
| Croazia [1]     | 3–1       | India                | Zagabria    | Dom Sportova                  | Cemento (i)     | [ 3 ]  |
| Ungheria        | 3–2       | Belgio [2]           | Debrecen    | Főnix Hall                    | Terra rossa (i) | [ 4 ]  |
| Colombia        | 3–1       | Argentina [3]        | Bogotà      | Palacio de los Deportes       | Terra rossa (i) | [ 5 ]  |
| Stati Uniti [4] | 4–0       | Uzbekistan           | Honolulu    | Neal S. Blaisdell Center      | Cemento (i)     | [ 6 ]  |
| Australia [5]   | 3–1       | Brasile              | Adelaide    | Memorial Drive Tennis Centre  | Cemento         | [ 7 ]  |
| Italia [6]      | 4–0       | Corea del Sud        | Cagliari    | Circolo Tennis Cagliari       | Terra rossa     | [ 8 ]  |
| Germania [7]    | 4–1       | Bielorussia          | Düsseldorf  | Castello Düsseldorf           | Cemento (i)     | [ 9 ]  |
| Kazakistan [8]  | 3–1       | Paesi Bassi          | Nur-Sultan  | Daulet National Tennis Centre | Cemento (i)     | [ 10 ] |
| Slovacchia      | 1–3       | Rep. Ceca [9]        | Bratislava  | AXA Aréna NTC                 | Terra rossa (i) | [ 11 ] |
| Austria [10]    | 3–1       | Uruguay              | Premstätten | Steiermarkhalle Schwarzlsee   | Cemento (i)     | [ 12 ] |
| Giappone [11]   | 0–3       | Ecuador              | Miki        | Bourbon Beans Dome            | Cemento (i)     | [ 13 ] |
| Svezia [12]     | 3–1       | Cile                 | Stoccolma   | Kungliga tennishallen         | Cemento (i)     | [ 14 ] |

## Gruppo Mondiale I

### Turno principale
In questo turno partecipano le dodici nazioni perdenti nelle qualificazioni alla fase finale e le dodici nazioni vincitrici dei play-off. Gli incontri si sono disputati tra il 18 e il 19 settembre 2021. Le dodici vincenti parteciperanno alle qualificazioni per la fase finale 2021 mentre le perdenti mantengono la permanenza nel Gruppo Mondiale I.
| Squadra in casa | Punteggio | Squadra in trasferta | Sede          | Impianto                               | Superficie  | Note   |
| --------------- | --------- | -------------------- | ------------- | -------------------------------------- | ----------- | ------ |
| Bolivia         | 2–3       | Belgio               | Asunción      | Rakiura Resort                         | Terra rossa | [ 15 ] |
| Argentina       | 4–1       | Bielorussia          | Buenos Aires  | Buenos Aires Lawn Tennis Club          | Terra rossa | [ 16 ] |
| Pakistan        | 0–4       | Giappone             | Islamabad     | Pakistan Sports Complex                | Erba        | [ 17 ] |
| Uruguay         | 0–4       | Paesi Bassi          | Montevideo    | Carrasco Lawn Tenis Club               | Terra rossa | [ 18 ] |
| Slovacchia      | 3–1       | Cile                 | Bratislava    | NTC Arena                              | Cemento (i) | [ 19 ] |
| Finlandia       | 3–1       | India                | Espoo         | Espoo Metro Arena                      | Cemento (i) | [ 20 ] |
| Norvegia        | 3–1       | Uzbekistan           | Oslo          | Oslo Tennis Arena                      | Cemento (i) | [ 21 ] |
| Libano          | 0–4       | Brasile              | Jounieh       | Automobile and Touring Club of Lebanon | Terra rossa | [ 22 ] |
| Nuova Zelanda   | 1–3       | Corea del Sud        | Newport (USA) | International Tennis Hall of Fame      | Erba        | [ 23 ] |
| Romania         | 3–1       | Portogallo           | Cluj-Napoca   | Horia Demian Sports Hall               | Cemento (i) | [ 24 ] |
| Perù            | 3–2       | Bosnia ed Erzegovina | Lima          | Club Lawn Tennis de la Exposición      | Terra rossa | [ 25 ] |
| Ucraina         | 3–2       | Israele              | Kiev          | Marina Tennis Club                     | Erba        | [ 26 ] |

### Play-off
In questo turno partecipano ventiquattro nazioni. Gli incontri si sono disputati tra il 6 e il 7 marzo 2020. Le dodici vincenti disputeranno il turno principale, le perdenti invece retrocederanno nel Gruppo Mondiale II.
| Squadra in casa      | Punteggio | Squadra in trasferta | Sede                    | Impianto                               | Superficie  | Note   |
| -------------------- | --------- | -------------------- | ----------------------- | -------------------------------------- | ----------- | ------ |
| Ucraina              | 3–2       | Taipei cinese        | Zaporižžja              | Palace of Sports                       | Cemento (i) | [ 27 ] |
| Pakistan             | 3–0       | Slovenia             | Islamabad               | Pakistan Sports Complex                | Erba        | [ 28 ] |
| Bolivia              | 3–1       | Rep. Dominicana      | Santa Cruz de la Sierra | Club de Tenis Santa Cruz               | Terra rossa | [ 29 ] |
| Turchia              | 1–3       | Israele              | Adalia                  | Club Megasaray Tennis Centre           | Terra rossa | [ 30 ] |
| Bosnia ed Erzegovina | 3–1       | Sudafrica            | Zenica                  | Arena Zenica                           | Cemento (i) | [ 31 ] |
| Messico              | 2–3       | Finlandia            | Metepec                 | Club Deportivo La Asunción             | Terra rossa | [ 32 ] |
| Libano               | 3–1       | Thailandia           | Jounieh                 | Automobile and Touring Club of Lebanon | Terra rossa | [ 33 ] |
| Nuova Zelanda        | 3–1       | Venezuela            | Auckland                | ASB Tennis Centre                      | Cemento     | [ 34 ] |
| Perù                 | 3–1       | Svizzera             | Lima                    | Club Lawn Tennis de la Exposición      | Terra rossa | [ 35 ] |
| Norvegia             | 4–0       | Barbados             | Oslo                    | Oslo Tennis Arena                      | Cemento (i) | [ 36 ] |
| Lituania             | 0–4       | Portogallo           | Šiauliai                | Šiauliai Tennis Academy                | Cemento (i) | [ 37 ] |
| Romania              | w/o       | Cina                 | Piatra Neamț            | Polyvalent Hall                        | Cemento (i) | [ 39 ] |

## Gruppo Mondiale II

### Turno principale
In questo turno partecipano le dodici nazioni perdenti i play-off del Gruppo Mondiale I e le dodici nazioni vincitrici dei play-off. Gli incontri si sono disputati tra il 18 e il 19 settembre 2020. Le dodici vincenti parteciperanno ai play-off del Gruppo Mondiale I 2021 mentre le perdenti mantengono la permanenza nel Gruppo Mondiale II.
| Squadra in casa    | Punteggio | Squadra in trasferta | Sede                   | Impianto                          | Superficie  | Note   |
| ------------------ | --------- | -------------------- | ---------------------- | --------------------------------- | ----------- | ------ |
| Zimbabwe           | ritirata  | Cina [1]             | Harare                 | Harare Sports Club                | Cemento     | [ 40 ] |
| Bulgaria           | 1 – 3     | Messico [2]          | Sofia                  | Sport Hall Sofia                  | Cemento (i) | [ 41 ] |
| Svizzera [3]       | 5 - 0     | Estonia              | Bienna                 | Swiss Tennis Arena                | Cemento (i) | [ 42 ] |
| Tunisia            | 3 – 2     | Rep. Dominicana [4]  | Tunisi                 | Cité Nationale Sportive El Menzah | Cemento     | [ 43 ] |
| Grecia             | 1 – 3     | Lituania [5]         | Heraklion              | Lyttos Beach Tennis Academy       | Cemento     | [ 44 ] |
| Danimarca          | 4 – 1     | Thailandia [6]       | Kolding                | Sydbank Arena                     | Cemento (i) | [ 45 ] |
| Polonia [7]        | 3 – 1     | El Salvador          | Kalisz                 | Arena Kalisz                      | Cemento (i) | [ 46 ] |
| Slovenia [8]       | 3 – 1     | Paraguay             | Portorož               | Tennis Centre Portoroz            | Terra rossa | [ 47 ] |
| Turchia [9]        | 4 – 0     | Lettonia             | Istanbul               | Enka Spor Kulubu                  | Cemento     | [ 48 ] |
| Sudafrica [10]     | 4 – 0     | Venezuela            | New York (Stati Uniti) | Forest Hills Stadium              | Cemento     | [ 49 ] |
| Taipei cinese [11] | ritirata  | Marocco              | -                      | -                                 | -           | [ 50 ] |
| Barbados [12]      | 3 – 1     | Indonesia            | Saint Michael          | National Tennis Centre            | Cemento     | [ 51 ] |

### Play-off
In questo turno partecipano ventiquattro nazioni. Gli incontri si sono disputati tra il 6 e il 7 marzo 2020. Le dodici vincenti disputeranno il turno principale, le perdenti invece retrocederanno nei rispettivi Gruppo III continentali.
| Squadra in casa | Punteggio | Squadra in trasferta | Sede                | Impianto                         | Superficie      | Note   |
| --------------- | --------- | -------------------- | ------------------- | -------------------------------- | --------------- | ------ |
| Lettonia        | 4–1       | Egitto               | Jūrmala             | National Tennis Centre Lielupe   | Cemento (i)     | [ 52 ] |
| Paraguay        | 4–0       | Sri Lanka            | Asunción            | Club Internacional de Tenis      | Terra rossa     | [ 53 ] |
| Marocco         | 4–0       | Vietnam              | Marrakesh           | Royal Tennis Club de Marrakech   | Terra rossa     | [ 54 ] |
| Indonesia       | 4–0       | Kenya                | Jakarta             | Gelora Bung Karno Sports Complex | Cemento         | [ 55 ] |
| Guatemala       | 1–3       | Tunisia              | Città del Guatemala | Federación Nacional De Tenis     | Cemento         | [ 56 ] |
| Costa Rica      | 1–4       | Bulgaria             | San José            | Costa Rica Country Club          | Cemento         | [ 57 ] |
| Polonia         | 4–0       | Hong Kong            | Kalisz              | Arena Kalisz                     | Cemento (i)     | [ 58 ] |
| Zimbabwe        | 3–1       | Siria                | Harare              | Harare Sports Club               | Cemento         | [ 59 ] |
| Filippine       | 1–4       | Grecia               | Metro Manila        | Philippine Columbian Association | Terra rossa (i) | [ 60 ] |
| Danimarca       | 5–0       | Porto Rico           | Holbæk              | Holbæk Sportsby                  | Cemento (i)     | [ 61 ] |
| El Salvador     | 3–1       | Giamaica             | San Salvador        | Polideportivo de Ciudad Merliot  | Cemento         | [ 62 ] |
| Georgia         | 1–4       | Estonia              | Tbilisi             | Alex Metreveli Tennis Club       | Cemento         | [ 63 ] |

## Zona Americana

### Gruppo III
Nazioni partecipanti:
- Antigua e Barbuda
- Bahamas
- Bermuda
- Costa Rica
- Cuba
- Guatemala
- Honduras

- Giamaica
- Panama
- Porto Rico
- Saint Lucia
- Trinidad e Tobago
- Isole Vergini Americane

## Zona Asia/Oceania

### Gruppo III
Nazioni partecipanti:
- Hong Kong
- Giordania
- Kuwait
- Malaysia

- Comunità del Pacifico
- Qatar
- Sri Lanka
- Siria

### Gruppo IV
Nazioni partecipanti:
- Bahrein
- Cambogia
- Guam
- Iran
- Iraq
- Kirghizistan
- Mongolia

- Oman
- Arabia Saudita
- Singapore
- Tagikistan
- Turkmenistan
- Emirati Arabi Uniti
- Yemen

## Zona Europa/Africa

### Gruppo III

#### Europa
Nazioni partecipanti:
- Cipro
- Georgia
- Irlanda
- Islanda

- Liechtenstein
- Lussemburgo
- Malta
- Monaco

#### Africa
Nazioni partecipanti:
- Algeria
- Benin
- Egitto
- Ghana

- Kenya
- Madagascar
- Mozambico
- Ruanda

### Gruppo IV

#### Europa
Nazioni partecipanti:
- Albania
- Andorra
- Armenia
- Azerbaigian
- Kosovo

- Moldavia
- Montenegro
- Macedonia del Nord
- San Marino

#### Africa
Nazioni partecipanti:
- Angola
- Botswana
- Camerun
- Rep. del Congo
- Costa d'Avorio
- Gabon

- Mauritius
- Namibia
- Nigeria
- Senegal
- Togo
- Uganda